# Мбале
Мбале (англ. Mbale) — місто в Уганді, розташоване в Східній області і є муніципальним, адміністративним та комерційним центром одноіменного округу та навколишнього регіону.

## Географія
Висота центру НП становить 1168 метрів над рівень моря.

## Населення
Згідно з національним переписом 2002 року, в Мбалі проживає приблизно 71 130 осіб. У 2010 році угандійське бюро статистики оцінювало чисельність населення міста 81 900 осіб. У середині 2011 року за даними того ж таки бюро в місті проживало 91 800 осіб. Національний перепис населення 2014 року визначив кількість мешканців у 96 189 осіб. Станом на 2024 рік у місті проживало 76 493 осіб.